# Трофейний торт

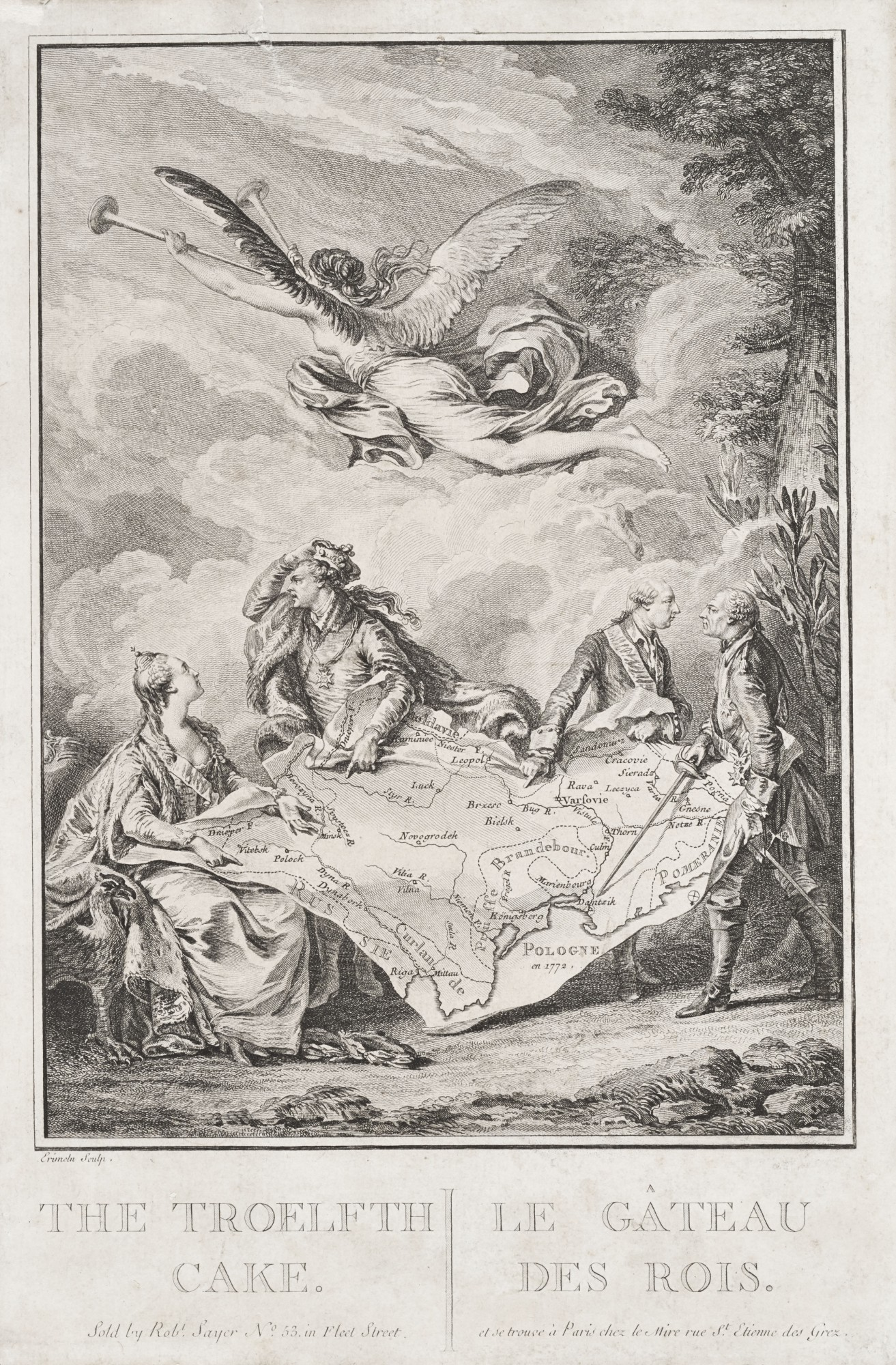
Трофейний торт. Французький оригінал. Чорно-біла гравюра

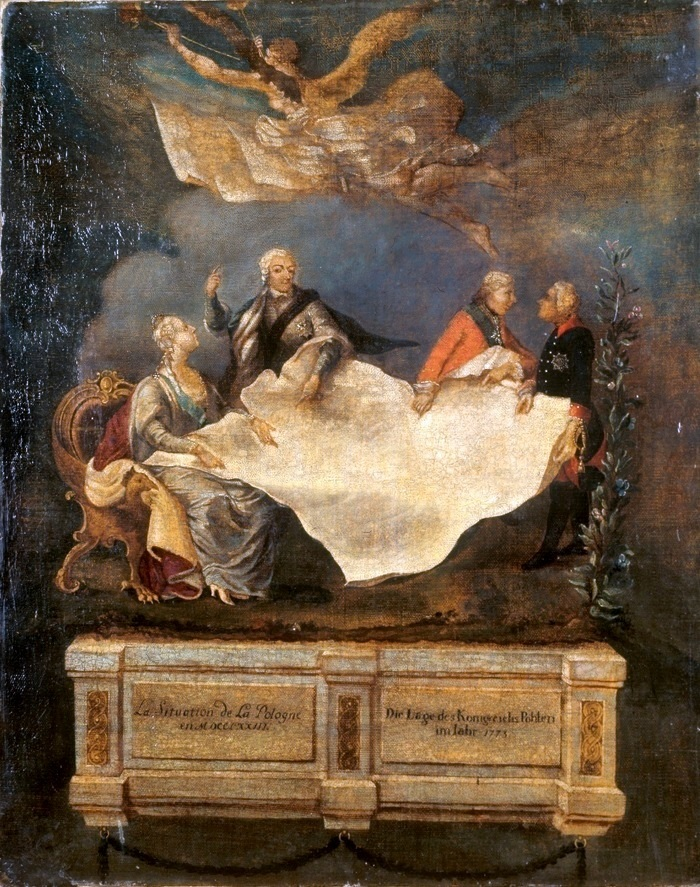
Трофейний торт, німецька версія, кольорова

Трофейний торт (також Троельфський торт, Дванадцятий торт, Королівський торт, Королівський торт, від фр. Le gâteau des rois, пол. Kołacz królewski, Placek królewski) — французька алегорія та сатира 1773 року на Перший поділ Речі Посполитої. Цілком ймовірно, що оригінальна назва англійською мовою мала бути «The Twelfth Cake», натякаючи на поділ торта трьох королів (також званого Twelfth Cake), але це було спотворено в наступних перевиданнях. Існує принаймні чотири варіанти композиції, яка найчастіше зустрічається як гравюра, але також як принаймні один кольоровий живопис; оригінал, ймовірно, намалював Жан-Мішель Моро ле Жен і вигравірував Ноель Ле Мір (хоча інше джерело називає їх лише авторами найвідомішого варіанту). Серед авторів інших варіантів був німецький художник Йоганнес Есаяс Нільсон.
Трофейний торт показує, як правителі трьох країн, які брали участь у поділі, розривають карту Речі Посполитої. Зовнішні фігури, які вимагають своєї частки, — це Катерина II Російська та Фрідріх II Прусський. Катерина пильно дивиться на свого колишнього коханця, польського короля Станіслава Августа Понятовського, а (на деяких варіантах гравюри) Фрідріх вказує з мечем на Данциг (Гданськ) (хоча Пруссія придбала території навколо нього, Гданськ все одно залишився за Реччю Посполитою). Внутрішня фігура справа — імператор Габсбургів Йосиф II. Ліворуч від нього — обложений Станіслав Август Понятовський, якому (на деяких варіантах гравюри) важко тримати корону на голові, а на інших — він її втратив. Над сценою Феме (персоніфікація слави з маніфестами поділу влади в німецькому варіанті).
Композиція набула розголосу в тогочасній Європі; його розповсюдження було заборонено в кількох європейських країнах, включаючи Францію. Ця заборона та відповідні покарання означали, що багато варіантів цього твору були анонімними.
Образ мав великий вплив на численні інші сатиричні твори того часу.
Зміни між французьким оригіналом і німецькою версією, зображеними тут, були зроблені, щоб зменшити сексуальний зміст сатири (погляд між закоханими, фалічний меч).